# نوريا فيلاسكو
نوريا فيلاسكو (بالإسبانية: Nuria Velasco) هي لاعبة جمباز إيقاعي إسبانية، ولدت في 2 مارس 1985.

## وصلات خارجية
- نوريا فيلاسكو على موقع الاتحاد الدولي للجمباز (biography) (الإنجليزية)
- نوريا فيلاسكو على موقع أوليمبيديا (الإنجليزية)
- نوريا فيلاسكو على موقع اللجنة الأولمبية الإسبانية (الإسبانية)